# Tsuyoshi Tsutsumi
Tsuyoshi Tsutsumi (堤剛  Tsutsumi Tsuyoshi?) (28 de julio de 1942, Tokio) es un violonchelista japonés. 

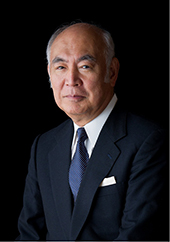
Tsyoshi Tsutsumi

Se inició en el estudio de la música de la mano del profesor Hideo Saito, fundador del Conservatorio de Tokio. Debutó a los 12 años con la Filarmónica de Tokio y a los 18 años realizó su primera gira como solista por India y Europa. Obtuvo una beca Fulbright que le permitió estudiar en la Universidad de Indiana junto a Janos Starker. 
Sus actuaciones le han llevado por todo el mundo, en conciertos junto con las orquestas más importantes (ORTF, Berlín Radio Symphony, Rotterdam Philharmonic, Netherlands Chamber Orchestra, London Philharmonia, Filarmónicas de Chicago, Indianápolis, Toronto y Vancouver.) e intervenciones en los festivales de Algoma fall, Banff, Guelph Spring, Ontario Place, Stradtford y Ravinia.
Ha actuado junto a grandes maestros como Seiji Ozawa, Sinopoli, Mstislav Rostropovitch y los músicos Gervase de Peyer, Ronald Turín, Adele Marcus y James Campbell, entre otros. Ha sido profesor colaborador en las universidades de Western Ontario e Illinois, y desde 1988, es profesor de la Universidad de Indiana. Entre los reconocimientos recibidos destacan el premio Suntory en 1970 por su contribución a la música.